# Johan Selmer
Pour les articles homonymes, voir Selmer.
Johan Peter Selmer, né le 20 janvier 1844 à Christiania et mort le 21 juillet 1910 à Venise, est un compositeur norvégien.

## Biographie
Selmer se destinait initialement à une carrière juridique, mais, après être parti à l'étranger pour soigner une maladie de poitrine, il suivit son penchant pour la musique et s'inscrivit au Conservatoire de Paris à partir de 1869 pour étudier avec Ambroise Thomas et Charles-Alexis Chauvet. Le 9 mai 1871, pendant la Commune de Paris, il se joignit à « une commission composée des citoyens : Cournet, A. Regnard, Lefebvre-Roncier, Raoul Pugno, Edmond Levraud [...] instituée pour veiller aux intérêts de l’art musical et des artistes ». Au moment de la répression, il échappa de peu à la mort, mais parvint à rentrer en Norvège.
Une de ses œuvres devait être jouée pour la représentation extraordinaire au bénéfice des blessés de la Commune à l’Opéra (dirigé alors par Eugène Garnier), prévue le 20 mai 1871, repoussée au 22 : une Scène funèbre. Le spectacle, annoncé dans la Gazette musicale de Paris,  comprenait aussi, entre autres, L'Hymne aux immortels, de Raoul Pugno. Il n'eut pas lieu, la Semaine sanglante ayant déjà commencé.
La même année, grâce au soutien de Charles IV et d'autres personnes, il put reprendre ses études au Conservatoire de Leipzig auprès d'Ernst Friedrich Richter et Salomon Jadassohn. 
En 1874, il dirigea ses propres compositions lors d'un concert à Christiania et repartit en voyage en 1876, en Allemagne, où il fit jouer son œuvre orchestrale Nordisk Festtog, qui fut acclamée dans plusieurs villes. Après son retour en 1879, il reçut une bourse annuelle de compositeur du Grand-Duché, au même titre qu'Edvard Grieg et Johan Svendsen. En 1883-1886, il dirigea les concerts de la Musikforeningen (Oslo) à Christiania, après quoi il vécut surtout à l'étranger tout en rentrant souvent au pays pour donner de grands concerts.
Fortement influencé par Wagner, Liszt et Berlioz, Selmer écrivit de la musique à programme ; à la fois cosmopolite et doté d'un sens aigu de la couleur musicale locale, imaginatif dans son instrumentation, il parvenait avec brio à donner à ses créations une expression caractéristique. Il travaillait mieux dans les grandes formes, comme dans les œuvres orchestrales Scène funèbre (impressions du siège de Paris et de l'insurrection de la Commune), « une scène funèbre d'un très beau caractère se terminant par des fragments hachés et comme palpitants de la Marseillaise harmonisés curieusement avec des accordes déchirants » selon Oscar Comettant, Prométhée et Mellem fjeldene (poèmes symphoniques), Le Carnaval flamand et Finska festtoner, ainsi que des œuvres vocales telles que Nordens aand (pour chœur d'hommes et orchestre), La Captive (pour alto solo et orchestre), La marche des Turcs sur Athènes (pour basse solo, chœur d'hommes et orchestre) et la cantate Hilsen til Nidaros. Selmer écrivit également des romances vocales, des pièces pour chœurs d'hommes et mixtes, des duos, des chansons folkloriques scandinaves pour chœur de femmes à trois voix, diverses pièces pour le piano, etc.
On put entendre une œuvre de Selmer à Paris lors de l'Exposition universelle de Paris de 1889 : La Tempête, chœur, écrit pour le concert donné pendant l'hiver 1888-1889 au Trocadéro.
Plusieurs de ses pièces furent interprétées lors des trois concerts de musique norvégienne donnés par les sociétés chorales et l'orchestre de Christiania à la salle des fêtes du Trocadéro, dans le cadre de l'Exposition universelle de 1900 : le 4 août, Cortège norvégien, « brillante marche symphonique » selon le Ménestrel ; Ulabrand (Le Vieux pilote) ; et Marche solennelle (sur le thème de l'hymne national norvégien). Le concert du 5 août permit d'entendre La Captive et Trois journées de printemps, et celui du 7 août, Scène funèbre pour orchestre, Trois journées de printemps et « une pièce des Orientales » (Hugo) pour voix et orchestre.
Selmer mit plusieurs poètes en musique, dont une partition sur une nouvelle de Bjoernstjerne Bjoernson traduite par Auguste Monnier, Une fois... (Ein dag).
Selmer était considéré comme « l'homme le plus radicalement progressiste du néo-romantisme norvégien ». 
Hjalmar Borgstrøm composa une Sørgemarsch til minde om Johan Selmer (Marche funèbre à la mémoire de Johan Selmer), Op.23.
Il était le frère de l'acteur Jens Selmer et l'oncle d'Ernst W. Selmer.

## Compositions

### Œuvres pour orchestre
- Scène funèbre, op. 4 (1871)
- Cortège nordique (Nordisk Festtog, 1876), op. 11
- Airs de fête finlandais (Finska festtoner)
- Dans les montagnes (Mellem Fjeldene, 1892)
- Carnaval en Flandre (Karneval i Flandern, 1890), op. 32
- Prométhée (Prometheus, 1898).

### Œuvres pour piano
- Six petits morceaux caractéristiques pour piano, op. 3.

### Œuvres vocales avec orchestre
- La Captive, 1872, op. 6
- Marche des Turcs contre Athènes (Tyrkernes Marsch mod Athen, 1876) pour solo, chœur et orchestre, op. 7
- Hilsen til Nidaros (Salut à Nidaros), op. 23
- 2 Bjørnsonske Sange (Deux chansons d'après Bjørnstjerne Bjørnson) (tirés du roman Fiskerjenten = La Fille de la pêcheuse, traduit par Charles Bernard-Derosne) pour soprano et piano (1870 - version orchestrée, 1893). Op. 34, n°1 : Fiskerjenten fortvivlet (Ak ! det store hen mig drager) ; n°2 : ?
- Fortunio.
- Nordens Aand (L'Esprit du Nord, 1872, poème de Grundtvig)
- Alastor, 1874

### Chansons
- Tollekniven, Selvmorderen og Pilegrimene (Le Suicide et les pèlerins, 1888) , Vert Land (Vert pays), Gud signe (Le Signe de Dieu)...
- Jeg vælger mig April (Je choisis avril), sur un poème de Bjørnstjerne Bjørnson, 1870
- Min unge elskov bærer slør (Mon jeune amour prit le voile), sur un poème de B. Björnson, musique de Johan Selmer et Joh. Egebjerg.

### Chœursa cappellapour voix mixtes
- Norge, Norge (poème de Bjørnstjerne Bjørnson)
- Ulabrand (Le vieux pilote), texte de Peter Rosenkrantz Johnsen
- Jætten (Le géant)
- Sangen har lysning (La chanson est légère), Op. 37, Nr. 1
- Smædevise (Calomnie : Mère, j'ai attrapé un marin, Mère !)[17].

## Discographie
- Symphonic Poems (Johan Svendsen and Johan Peter Selmer), Oslo Philharmonic Orchestra , Michail Jurowski : Carnaval des Flandres op. 32, Promethée op. 50 (Simax Classics PSC 1233).
- Norwegian Music for Choir and Band : avec Salut à Nidaros, Royal Norwegian Air Force Band, Christania Mannskor, Leif Arne Pedersen (titre original : Norge, mitt Norge), Lawo Classics LWC1121